# Brazylia na Letniej Uniwersjadzie 2007
Brazylię na Letniej Uniwersjadzie w Bangkoku reprezentowało 120 zawodników. Brazylia zdobyła 10 medali (1 złoty, 3 srebrne, 1 brązowy)

## Medale

### Złoto
- Nicholas Santos - pływanie, 50 metrów stylem dowolnym

### Srebro
- Fabiano Pecanha - lekkoatletyka, 800 metrów
- Felipe Ferreira Lima - pływanie, 50 metrów stylem klasycznym
- Nicholas Santos - pływanie, 50 metrów stylem motylkowym

### Brąz
- Fabiano Pecanha - lekkoatletyka, 1500 metrów
- Anselmo Gomes da Silva - lekkoatletyka, 110 metrów przez płotki
- Carlos Eduardo Bezerra - lekkoatletyka, dziesięciobój
- Drużyna piłkarek nożnych
- Fernando Souza da Silva - pływanie, 100 metrów stylem dowolnym
- Rebeca Gusmão - pływanie, 50 metrów stylem dowolnym